# Муцо
Муцо (груз. მუცო) — маленьке село у Грузії. Одне з колишніх оплотів історичної грузинської провінції Хевсуреті (нині частина регіону Мцхета-Мтіанеті), воно розташований на скелястій горі (1880 м), на правому березі річки Андакіскалі (ანდაქისწყალი). Село знаходиться 121 км від міста Душеті, приблизно 1600 м над рівнем моря. У 2014 році у Муцо проживало 15 осіб, у 2002 році — 49.

## Історія

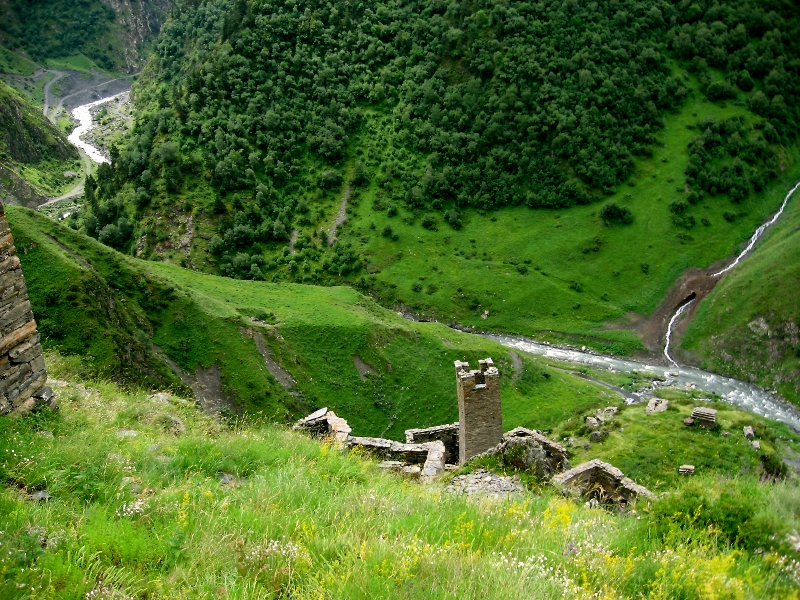
Муцо

Село, майже повністю занедбане більше століття тому, є прихистком приблизно 30 середньовічних осель фортечного типу, побудованих на вертикальних терасах над ущелиною Муцо-Ардоті, чотирьох бойових веж та руїн кількох старих споруд та будівель. Муцо, надзвичайно інтегроване у навколишню панораму завдяки гармонійному викоритсанню природних матеріалів, було заселене людьми з X століття і до сьогоднішнього часу.
Проте, суворий клімат, брак земель для сільського господарства, слабка інфраструктура і нестача води призвели до депопуляції села до середини XX століття. Будучи важкодоступним, село зберігає оригінальну архітектуру і є популярним місцем для туристів та гірських походів. Муцо має дві історичні частини — Шетекаврт-Убані («район сім'ї Шетекаврі») і Дайаурт-Убані («район сім'ї Дайаурі»).

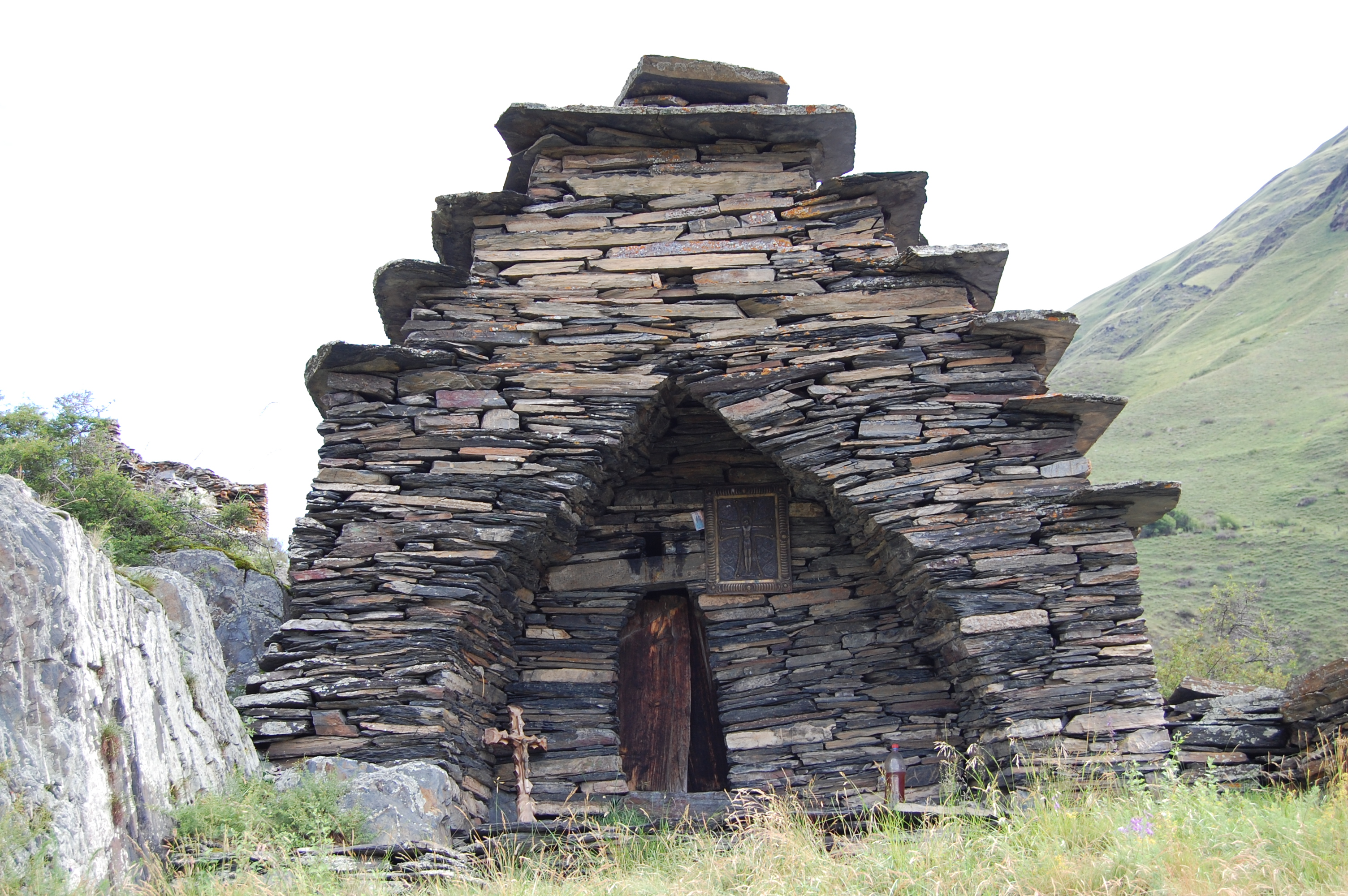

Через повільне зношення та відсутність обслуговування це унікальне село було приречене на зникнення. Однак, у 2014 році Національне агентство з питань збереження культурної спадщини Грузії (NACHP) Міністерства освіти, науки та культури, при підтримці уряду Грузії та у співпраці з іншими державними установами, розпочало проєкт відновлення поселення. Проєкт був також підтриманий за рахунок приватного фінансування, зокрема, Міжнародним благодійним фондом Карту. NACHP створив музей-заповідник, який забезпечує постійне управління місцевістю. Проєкт створив необхідний прецедент для подальшого відродження гірських, історичних поселень Грузії.
У 2019 році реконструйоване село отримало премію ЄС з культурної спадщини / премію Europa Nostra, отримавши €10,000.

## Легенди

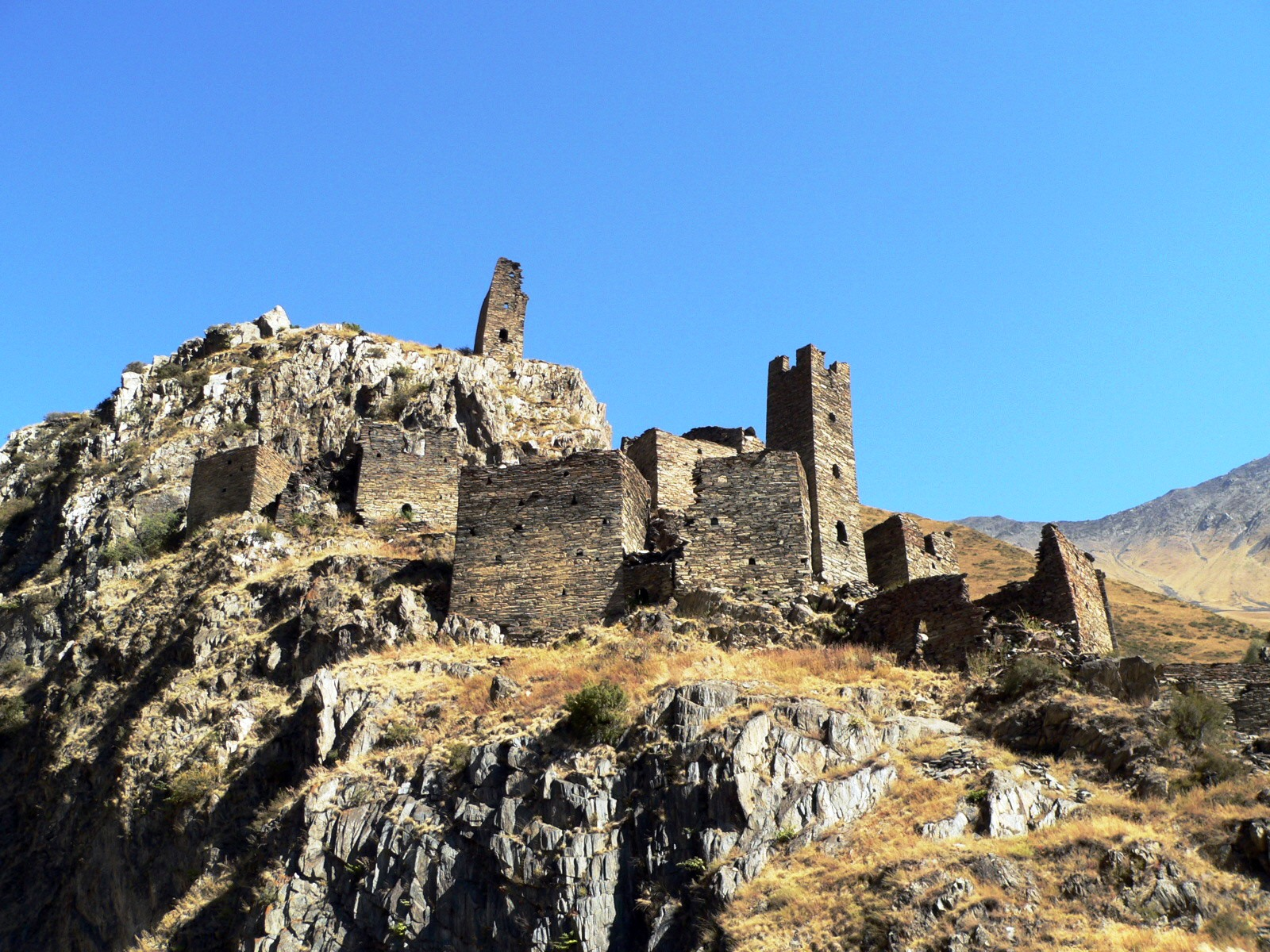
Муцо

За легендою, жителі села поклонялися Архангелській іконі Броліскало. Вони були сватними бійцями та мисливцями, і вважали себе постійними членами армії священних прапорів та охоронців казкової скарбниці, яка була подарована іконі протягом століть. Згідно легенди, що скарбниця, яка досі зберігається у високих горах у районі Муцо чекає приходу обраного.
Як свідчить легенда, «сім'я Шетекаврі викопали Муцо», що побічно свідчить про те, що родина заснувала село або сімейна історія почалася разом із заснуванням Муцо.

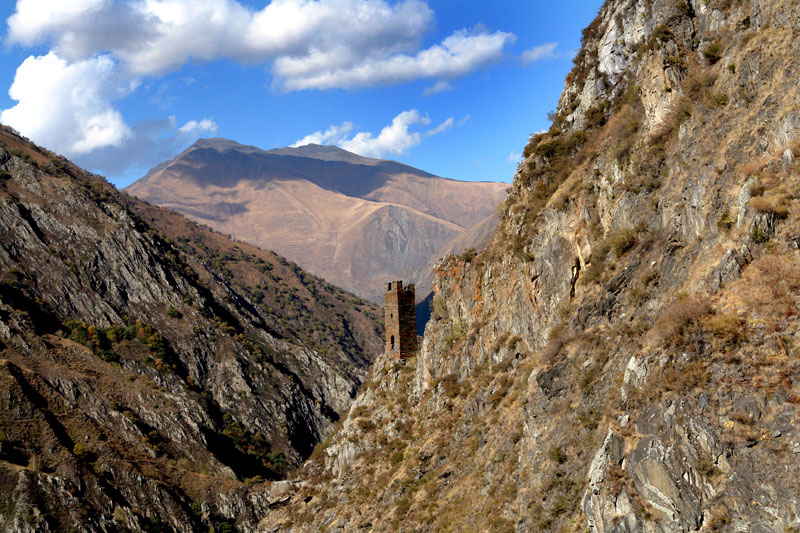